# Messala (kráter)

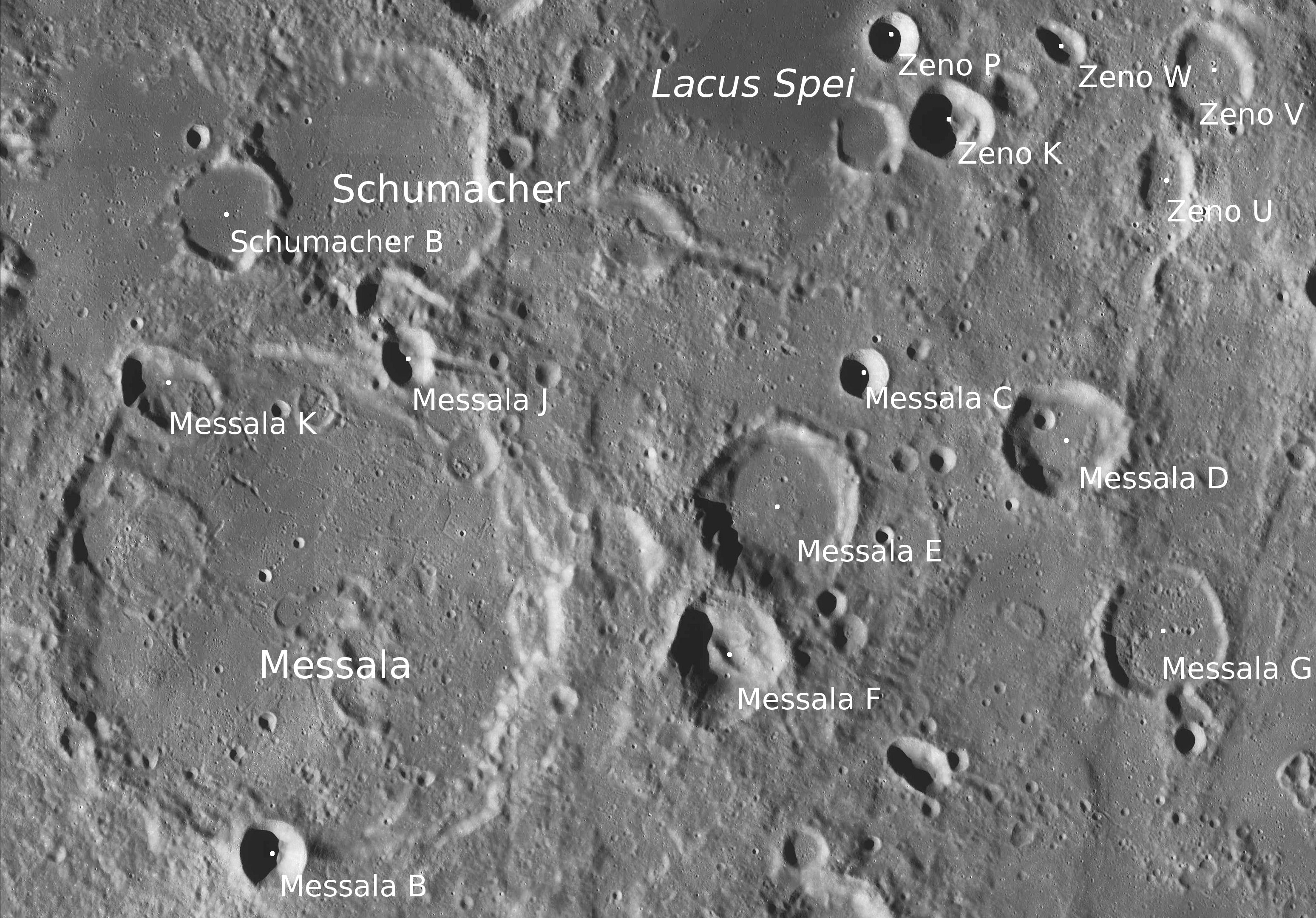
Kráter Messala a okolí

Messala je kráter typu valové roviny nacházející se jihozápadně od měsíčního moře Lacus Spei (Jezero naděje) poblíž severovýchodního okraje přivrácené strany Měsíce. Vzhledem ke své poloze je vidět ze Země zkresleně. Má průměr 124 km, jeho okrajový val je značně poznamenán dopady dalších těles (leží zde satelitní krátery Messala J a Messala  K na severním okraji a Messala B na jižním). Dno je relativně ploché, ačkoli zde lze nalézt několik povrchových nepravidelností. Kráter postrádá centrální pahorek.
Messala sousedí na severu s menším kráterem Schumacher, jižně lze nalézt kráter Bernoulli a jihozápadně výrazný Geminus.

## Název
Pojmenován je podle židovského astronoma Ma-sa-Allaha, autora učebnic, které sloužily v Evropě k výuce ještě ve středověku.

## Satelitní krátery
V okolí kráteru se nachází několik dalších kráterů. Ty byly označeny podle zavedených zvyklostí jménem hlavního kráteru a velkým písmenem abecedy.
| Messala | Sel. šířka | Sel. délka | Průměr |
| ------- | ---------- | ---------- | ------ |
| A       | 36.6° S    | 53.8° V    | 26 km  |
| B       | 37.4° S    | 59.9° V    | 18 km  |
| C       | 40.9° S    | 65.8° V    | 12 km  |
| D       | 40.5° S    | 67.8° V    | 28 km  |
| E       | 40.0° S    | 64.9° V    | 40 km  |
| F       | 38.9° S    | 64.4° V    | 32 km  |
| G       | 39.1° S    | 68.6° V    | 29 km  |
| J       | 41.1° S    | 61.2° V    | 15 km  |
| K       | 41.1° S    | 58.5° V    | 13 km  |